# گسترده‌بال‌واران
گسترده‌بال‌واران (نام علمی: Lestoidea) نام یک بالاخانواده از راسته سنجاقک‌سانان است.